# Clannad (gra komputerowa)
Clannad (jap. クラナド Kuranado) – japońska powieść wizualna stworzona przez studio Key, markę wydawcy Visual Arts. Gra została wydana 28 kwietnia 2004 roku na platformę Microsoft Windows. W przeciwieństwie do dwóch poprzednich produkcji tego studia, Kanon i Air, które pierwotnie wydano jako gry dla dorosłych, a później ocenzurowano dla młodszych graczy, Clannad wydany został bez ograniczeń wiekowych. Grę przeportowano na konsole PlayStation 2, PlayStation Portable, Xbox 360, PlayStation 3, PlayStation Vita, PlayStation 4 i Nintendo Switch. 23 listopada 2015 roku produkcja pojawiła się w angielskiej wersji językowej na platformie Steam. Clannad przedstawia historię Tomoyi Okazakiego, który będąc w ostatniej klasie szkoły średniej, zaprzyjaźnia się z pięcioma dziewczynami ze szkoły i pomaga rozwiązać ich problemy.
Rozgrywka w Clannad opiera się na nieliniowej fabule, oferując przygotowane scenariusze, w których postać gracza nawiązuje bliższe relacje z pięcioma głównymi bohaterkami. Gra znajdowała się na liście najlepiej sprzedających się gier komputerowych w Japonii zarówno w momencie wydania, jak i wielokrotnie po premierze. W listopadzie 2005 roku studio Key wydało spin-off dla dorosłych Tomoyo After: It's a Wonderful Life, który rozszerza scenariusz Tomoyo Sakagami, jednej z pięciu bohaterek Clannad.
Clannad doczekał się wielu adaptacji. Powstały cztery mangi: pierwsza wydawana w Comic Rush, druga w Comi Digi +, trzecia w Dengeki G’s Magazine i Dengeki G’s Festival! Comic, a czwarta w Dragon Age Pure. Ukazały się również antologie, light novel, artbooki, słuchowiska i kilka albumów muzycznych. Film animowany, stworzony przez Toei Animation, który miał swoją premierę 15 września 2007 roku, poprzedził dwie serie anime studia Kyoto Animation, wraz z dwoma odcinakami OVA. Animowane adaptacje uzyskały wysokie wyniki sprzedaży w Japonii, jak i uznanie wśród zagranicznych krytyków.

## Produkcja
Producentem wykonawczym Clannad był Takahiro Baba, prezes firmy wydawniczej Visual Arts. Głównymi scenarzystami gry byli Jun Maeda, Kai i Yūichi Suzumoto. Maeda przewodził także planowaniu projektu i to on napisał większość scenariusza. Przy pisaniu tekstów pomagał Tōya Okano. Dyrektorką artystyczną została Itaru Hinoue, która przygotowała również projekty postaci. Grafiki komputerowe (CG) wykonali Miracle Mikipon, Mochisuke, Na-Ga i Shinory. Ścieżkę dźwiękową skomponowali Jun Meada, Shinji Orito i Magome Togoshi.
Według pierwszych zapowiedzi Clannad miał zostać wydany w 2002 roku, jednak premiera była kilkukrotnie przekładana i ostatecznie limitowana edycja gry na płycie DVD pojawiła się w sprzedaży 28 kwietnia 2004 roku. Standardowa edycja została wydana 6 sierpnia 2004 roku. W pierwszym wydaniu gry bohaterom nie były podłożone głosy – wersję z nagranymi głosami wydano 29 lutego 2008 roku pod nazwą Clannad Full Voice.
W listopadzie 2014 roku firma Sekai Project rozpoczęła na stronie crowdfundingowej Kickstarter zbiórkę pieniędzy na stworzenie angielskiego tłumaczenia Clannad. Celem kampanii było zebranie 140 tys. dolarów – kwota ta została osiągnięta w mniej niż 24 godziny. Gdy zbiórka osiągnęła 320 tys. dolarów, firma Sekai Project ogłosiła, że dodatkowo przetłumaczy i wyda na systemy Windows serię opowiadań Hikari mimamoru sakamichi de. Angielska wersja Clannad została wydana na platformie Steam 23 listopada 2015 roku. 17 października 2019 roku ukazało się tłumaczenie gry na język chiński (pismo uproszone).

## Adaptacje

### Film
Na podstawie powieści wizualnej studio Toei Animation stworzyło film animowany Clannad. Wyreżyserował go Osamu Dezaki, a scenariusz napisał Makoto Nakamura. W kinach w Japonii miał on premierę 15 września 2007 roku. Wersja DVD pojawiła się 7 marca 2008 roku.

### Serie anime
Dwie serie anime zostały stworzone przez studio Kyoto Animation i wyreżyserowane przez Tatsuyę Ishiharę. Pierwsza z nich była emitowana od 4 października 2007 roku do 27 marca 2008 roku. Druga seria, obejmująca część After Story z powieści wizualnej, będącą kontynuacją historii Nagisy, była emitowana między 3 października 2008 roku a 26 marca 2009 roku.

## Odbiór
Clannad zajął pierwsze miejsce w opublikowanych w październiku 2007 roku wynikach ankiety czasopisma „Dengeki G’s Magazine” na 50 najlepszych gier bishōjo. Recenzenci japońskiego magazynu „Famitsū” przyznali wydanej w 2006 roku wersji na konsolę PlayStation 2 oceny 7, 7, 6 i 6, co dało łączną notę 26 na 40 możliwych punktów. W 2008 roku produkcja zajęła drugą pozycję w ankiecie portalu Dengeki na najbardziej poruszająca grę wszech czasów. W 2011 roku czytelnicy magazynu „Famitsū” umieścili Clannad na 4. miejscu w rankingu najbardziej wzruszających gier. W 2014 firma Sony Computer Entertainment przeprowadziła ankietę wśród ponad 10 000 japońskich fanów konsol PlayStation, w której produkcja zajęła 18. miejsce na liście „Gry, które poruszają bardziej niż filmy i książki”.
W 2014 roku gra Clannad została zrecenzowana przez Andrew Barkera z portalu RPGFan, który przyznał jej ogólny wynik 83%. Pochwalił on dużą liczbę opcji dialogowych, które „pozwalają poczuć się zaangażowanym w przebieg opowieści”, „wiele naprawdę zabawnych momentów” i „emocjonalnie poruszające” historie, szczególnie w części After Story, w której Clannad „naprawdę przoduje” z „pełną smutku” i „naładowaną emocjonalnie” opowieścią. Recenzent skrytykował tytuł za niewystarczającą liczbę elementów wizualnych i za niektóre „mniej ciekawe” historie poboczne w części przedstawiającej szkolne życie bohaterów, której zakończenie jest wymagane do odblokowania After Story. W 2015 roku włoski serwis Multiplayer.it przyznał grze 9,2 na 10 punktów. Recenzent Simone Tagliaferri opisał ją jako „jedną z najlepszych powieści wizualnych, jakie kiedykolwiek powstały”, chwaląc mnogość rozgałęzień fabularnych, dialogi, a także realizm postaci, określając ich charakteryzację mianem najlepszej jaką „kiedykolwiek widziano w tym gatunku i ogólnie w świecie gier wideo”. Jego zdaniem „nie ma znaczenia, że gra została wydana w 2004 roku, ponieważ piękna historia nigdy się nie zestarzeje”.